# Rodolfo Landim
Luiz Rodolfo Landim Machado, mais conhecido como Rodolfo Landim (Rio de Janeiro, 24 de março de 1957), é um engenheiro da área de petróleo, empresário e dirigente esportivo brasileiro. Foi presidente do Flamengo nos triênios 2019–2021 e 2022–2024.

## Biografia
Graduou-se em 1979, na Faculdade de Engenharia da Universidade Federal do Rio de Janeiro (UFRJ). Em fevereiro de 1980, entrou para a Petrobras, por concurso público. Permaneceu na empresa por 26 anos, onde foi, entre outros cargos, superintendente de Produção da Região Nordeste, superintendente-geral da região Norte.
Entre 2003 e 2006, foi presidente da Petrobras Distribuidora (atual Vibra Energia). Foi presidente executivo das empresas MMX, OGX e OSX, todas do empresário Eike Batista, que ele processa na Justiça. Também foi diretor da Cameron International Corporation. É sócio-gerente da Maré Investimentos e presidia a Ouro Preto Óleo e Gás. Vendeu a empresa Ouro Preto Óleo e Gás para a Starboard, em 20 de fevereiro de 2020, para dedicar-se exclusivamente ao clube Rubro-Negro.

## Dirigente esportivo

### Flamengo

#### Eleições em 2012
Foi vice-presidente de Planejamento do primeiro mandato do ex-presidente Eduardo Bandeira de Mello. Seria o vice-presidente, em 2012, da chapa em que Wallim Vasconcelos encabeçaria como presidente, porém os nomes foram impugnados e Bandeira de Mello e Walter D'Agostino foram os mandatários, presidente e vice, com o apoio da chapa impugnada. Após algum tempo, o grupo se desentendeu e seus membros foram deixando, pouco a pouco, a gestão Bandeira de Mello.

#### Eleições em 2018
Eleição
Rodolfo Landim e seu candidato a vice-presidente Geral, Rodrigo Villaça Dunshee de Abranches, candidatos pela "Chapa Roxa", foram eleitos pelos sócios do clube em 8 de dezembro de 2018. Landim somou 1 879 votos nas urnas, contra 1 097 de Ricardo Lomba, da "Chapa Rosa", 22 de José Carlos Peruano, da "Chapa Amarela", e 41 de Marcelo Vargas, da "Chapa Branca". Foram seis votos em branco e três nulos em um total de 3 048. 
A votação aconteceu no Ginásio Hélio Maurício, localizado na sede da Gávea, e foi das oito horas até às 21 horas. A apuração teve início minutos depois e ao fim da checagem dos votos, foi confirmado como novo presidente do Flamengo.
Conselho Deliberativo
Em nova eleição, para o Conselho Deliberativo, a "Chapa Roxa" (do grupo de apoio à Landim), venceu com Antonio Alcides e 476 votos o candidato da "Chapa azul", Alexandre Póvoa, da gestão Bandeira de Melo, com 258 votos. Segundo o grupo eleito no Conselho Diretor, seria fundamental a vitória no Deliberativo, para ter melhor diálogo e governabilidade.
Vice-presidentes
Em 8 de dezembro, anunciou o nome dos novos 18 vice-presidentes:
- Rodrigo Villaça Dunshee de Abranches (Geral e Jurídico)
- Jaime Correia da Silva (Administração)
- Gustavo Carvalho de Oliveira (Comunicação e Marketing)
- Maurício Gomes de Mattos (Consulados e Embaixadas)
- Vitor Zanelli (Futebol de Base)
- Delano Octavio J. Franco (Esportes Olímpicos)
- Rodrigo Tostes (Finanças)
- Gustavo Gomes Fernandes (Fla Gávea)
- Marcos Braz (Futebol)
- Adalberto Ribeiro da Silva Neto (Gabinete)
- Gilney Penna Bastos (Patrimônio)
- Roberto Magalhães Diniz (Patrimônio Histórico)
- Artur Rocha Neto (Planejamento)
- Luiz Eduardo Baptista Pinto da Rocha - "Bap" (Relações Externas)
- Raul Bagattini (Remo)
- Walter D'Agostino (Responsabilidade Social e Cidadania)
- Paulo Cesar dos Santos Pereira Filho (Secretaria Geral)
- Alexandre de Souza Pinto (Tecnologia da Informação)

Posse
Foi empossado "de jure" no cargo, em 19 de dezembro de 2018, em cerimônia na sede do clube, na Gávea. Porém, só terá poderes administrativos ("de facto") a partir de 1 de janeiro de 2019.
| “                                             | Não escrevi nada, nem tinha condições. Estou com a cabeça pensando no que fazer para o futuro do Flamengo. Essa é uma noite de agradecimentos, agradeço a todos os empregados do clube, a quem acreditou no projeto de união. Em especial, quero agradecer a três pessoas, que seriam candidatas nas eleições e acreditaram na união: Maurício Gomes de Mattos, Rodrigo Dunshee de Abrantes e Marcos Braz. Foi uma campanha incansável. Vamos dar tudo que podemos para colocar o Flamengo no ponto mais alto que ele merece estar e nunca mais sair. | ” |
| — Landim, em discurso, na cerimônia de posse, | |   |

#### Conquistas no futebol
Como Presidente
Na sua gestão como presidente, entre 2019 e 2024, no futebol o Flamengo foi quatro vezes campeão do Campeonato Carioca (2019, 2020, 2021 e 2024), duas vezes campeão da Supercopa do Brasil (2020 e 2021), duas vezes campeão da Copa do Brasil (2022 e 2024), duas vezes campeão do Campeonato Brasileiro (2019 e 2020), uma vez campeão da Recopa Sul-Americana (2020) e duas vezes campeão da Copa Libertadores da América (2019 e 2022).

## Controvérsias

### Acusação de fraude fiscal
A 10.ª Vara Federal Criminal de Brasília, denunciou Landim e outras quatro pessoas por crimes de fraude fiscal ao administrarem fundos de pensão numa empresa norte-americana. Segundo o Ministério Público Federal (MPF), o ato violava regulamentos, as normas da Comissão de Valores Mobiliários (CVM) e deveres de terceiros em relação a diligências. O prejuízo calculado pelo MPF chegou a mais de 100 milhões de reais.